# Ida og Bent From
Ida From (født 14. april 1937, død 13. oktober 2019) og Bent From (født 1. maj 1929, død 6. juni 1999 i Holbæk) var et dansk forfatterpar fra 1958 til Bents død i 1999.
Professionelt har de haft stor betydning i revyen og visernes verden og ikke mindst med etableringen af Revymuseet.dk.

## Kunstneriske frembringelser
Filmmanuskripter
- Støv for alle pengene
- Passer passer piger

Sange
- Annas Ballader, musik og tekst.
- "Ta' med ud å fisk"/"Tag med ud og fisk", tekst (musik af Tex Atchison). Sunget af Gitte Hænning
- "To lys på et bord", Bjarne Hoyer & Ida From – fra Dansk Melodi Grand Prix 1960. Sunget af Otto Brandenburg. På Kulturkanonen som evergreen.